# Bużakan
Bużakan – wieś w Armenii, w prowincji Kotajk. W 2011 roku liczyła 1546 mieszkańców.